# اداره مدیریت و بودجه
اداره مدیریت و بودجه (انگلیسی: Office of Management and Budget, OMB) بزرگترین اداره در ستاد کارکنان ریاست جمهوری ایالات متحده آمریکا است. اداره‌کننده اداره عضو ستاد کارکنان رئیس‌جمهور است. کار اصلی این اداره کمک به رئیس‌جمهور در آماده‌سازی بودجه است.